# Macaroeris desertensis
Macaroeris desertensis är en spindelart som beskrevs av Jörg Wunderlich 1991 [1992. Macaroeris desertensis ingår i släktet Macaroeris och familjen hoppspindlar. Inga underarter finns listade i Catalogue of Life.